# 星月
中国・星月集団（ちゅうごく しんゆうしゅうだん）は、中華人民共和国のオートバイ・ATV・トライク・ゴーカート製造企業グループである。英語正式社名は China Xingyue Group。
1989年に設立。1998年には浙江省の永康市において連続第一位の納税企業となっている。日本には星月・ヴォーグがストライカーの名前で輸入されている。

## グループ企業
- 浙江星月車業有限公司
- 星月外貿公司
- 星月机車科技公司
- 星月発電机公司
- 浙江星月門業有限公司
- 浙江星月神電動自行車有限公司
- 浙江星月柴油机有限公司
- 浙江弘基置地発展有限公司
- 星月摩托艇公司
- 星月消防器械公司
- 浙江鑫和工貿有限公司
- 浙江鑫友五金制造有限公司
- 星月集団上海投資有限公司
- 上海星月動力机械有限公司
- 上海康栄置業有限公司
- 杭州星月巨能軟件有限公司
- 浙江星騰化工有限公司
- 徐州徐工特種汽車有限公司
- 星月集団休閑運動車
- 星月机加工廠
- 浙江樂方星月地毯産業有限公司